# Selidosema scandinaviaria
Selidosema scandinaviaria là một loài bướm đêm trong họ Geometridae.